# Aurelio Menegazzi
Aurelio "Aleardo" Menegazzi (né le 15 novembre 1900 à Buttapietra et mort le 23 novembre 1979 à Milan) est un coureur cycliste italien. Lors des Jeux olympiques de 1924 à Paris, il a remporté la médaille d'or de la poursuite par équipes avec Francesco Zucchetti, Angelo De Martino et Alfredo Dinale.

## Palmarès sur route
- 1924
  - Astico-Brenta
- 1925
  - Coppa d'Inverno
  - Coppa Appennino
  - 3e du Tour de Lombardie amateurs
  - 10e de Milan-San Remo
- 1927
  - 2e de la Coppa San Geo
- 1931
  - Coppa d'Inverno
- 1932
  - 1re étape du Tour du Piémont

## Résultats sur les grands tours

### Tour de France
1 participation
- 1930 : abandon (5e étape)

## Palmarès sur piste

### Jeux olympiques
- Paris 1924
  -  Champion olympique de poursuite par équipes (avec Francesco Zucchetti, Angelo De Martino et Alfredo Dinale)